# Yara Sallam
Yara Sallam (Arabisch: يارا رفعت سلّام) (Caïro, 24 november 1985) is een prominente Egyptische feminist en mensenrechtenverdediger. Ze heeft gewerkt als advocaat en onderzoeker voor meerdere Egyptische en internationale mensenrechtenorganisaties, als ook voor de Afrikaanse Commissie voor de Rechten van Mensen en Volken (ACHPR).
Op 21 juni 2014 werd Sallam samen met minstens dertig andere activisten gearresteerd bij het presidentieel paleis in Heliopolis tijdens een vreedzame demonstratie tegen de Egyptische wet die het recht op protest inperkt. Haar rechtszaak met tweeëntwintig mede-demonstranten, die allen beschuldigd werden van het schenden van de protestwet, is een symbool geworden van het verzet tegen de harde beperkingen van het afwijkende beleid van de regering van president Abdel Fattah el-Sisi.
Amnesty International noemde de zaak een "show-trial gebaseerd op karig en twijfelachtig bewijs dat bedoeld is als een duidelijke waarschuwing voor iedereen die de Egyptische protestwet tart."

## Carrière en activisme
Yara Sallam werd geboren in het district Heliopolis in Caïro aan de ouders met een geschiedenis van betrokkenheid bij linkse doelen. Hierover zei ze: "Ik hoefde de theorieën en de boeken niet te lezen om feminisme te beoefenen, ik had het geluk dat ik opgroeide in een linkse familie die gelooft in gelijkheid tussen mannen en vrouwen, en deze waarden toepast."
Sallam vertelde in 2013 tevens aan een interviewer dat zij op vijftienjarige leeftijd geïnteresseerd raakte in mensenrechten, toen "ik lid was van Al-Nosoor al-Sagheera (The Young Eagles), die aan kinderrechten werkte." Volgens de Egyptische online krant Mada Masr: "De groep trok middenklasse gezinnen aan met linkse neigingen en stuurde hun kinderen in de jaren negentig en de vroege jaren 2000 naar de vergaderingen en kampen van de groep. De groep heeft bijgedragen aan de betrekking van kinderen bij de mensenrechtenkwesties."
Sallam studeerde rechten, behaalde een diploma in de rechten aan de Universiteit van Cairo in 2007 en een Maîtrise in Commerciële Rechten aan de Pantheon-Sorbonne Universiteit in Parijs, Frankrijk in 2007. Ze studeerde ook in de Verenigde Staten en behaalde in 2010 een Master in de Rechten (LL.M.) in International Human Rights Law van de Universiteit van Notre Dame. Bij het volgen van deze graden werkte ze ook professioneel als mensenrechtenactivist in Egypte. Als onderzoeker op de kantoren in Caïro van het Institut de 'recherche pour le développement', een Franse denktank, onderzocht ze de effecten van echtscheidingswetgeving en -beleid op het leven van Egyptische vrouwen. Later voegde ze zich bij de Civil Freedoms Unit van het Egyptian Initiative for Personal Rights (EIPR), een toonaangevende binnenlandse mensenrechtengroep. Daar concentreerde ze zich op discriminatie en geweld tegen religieuze minderheden.
Na ontvangst van haar LL.M verhuisde Sallam naar Gambia om te werken als juridisch assistent van de Afrikaanse Commissie voor Mensenrechten en Volksrechten. Ze keerde na de revolutie van 2011 (Arabische lente) terug naar Egypte en werd gerekruteerd door Nazra voor Feministische Studies, een vrouwenrechtengroep, om hun Women's Human Rights Defenders-programma te leiden. Haar werk dat misbruik tegen vrouwelijke activisten documenteert, heeft haar in 2013 de Noord-Afrikaanse Mensenrechtenverdediger Schildprijs opgeleverd, van het pan-Afrikaanse netwerk van mensenrechtenverdedigers. De situatie beschrijvend van de vrouwen in Egypte dat jaar, zei Sallam "niet alleen hebben wij een overheid die haar verantwoordelijkheid voor de schendingen van de mensenrechten niet draagt, inclusief het geweld tegen vrouwen tot aan verkrachting met scherpe wapens(!) op het Tahrirplein toe, maar ook verklaringen toelaat van ambtenaren die vrouwen de schuld geven voor de aanranding... De strijd gaat verder, niet alleen tegen het regime, maar ook tegen maatschappelijke groeperingen die niet overtuigd zijn van het belang van het streven naar integratie van vrouwen in de publieke sfeer."
In juni 2013 sloot ze zich opnieuw aan bij het Egyptische initiatief voor persoonlijke rechten als onderzoeker bij de eenheid Transitional Justice. Ze nam de leiding in het documenteren van de gewelddadige repressie van anti-regeringsprotesten in de zomer en herfst van 2013, bloedbaden die leidden tot de dood van meer dan duizend demonstranten.

## Arrestatie en proces
Waarnemend president Adly Mansour ondertekende op 24 november 2013 een nieuwe Egyptische protestwet. De wet, goedgekeurd bij decreet in afwezigheid van een democratisch gekozen autoriteit in het land, geeft de regering uitgebreide bevoegdheden om elke demonstratie goed te keuren of te verbieden. Het draagt gevangenisstraffen van twee tot vijf jaar voor, voor demonstranten die "pleiten voor het verstoren van openbare belangen." De wet werd al snel gebruikt om vooraanstaande dissidenten gevangen te zetten, waaronder Alaa Abd El-Fattah en mensenrechtenadvocaat Mahienour El-Massry en vele andere vreedzame anti-overheidprotesteerders.
In oppositie tegen de protestwet riepen Egyptische activisten op tot een internationale dag van solidariteit op 21 juni 2014. Op die dag verzamelde een groep van minstens enkele honderden mensen zich in de buurt Heliopolis en trok naar het presidentiële paleis. Mannen in burgerkleding vielen de demonstranten aan met gebroken flessen en stenen, zonder inmenging van de politie, terwijl geüniformeerde veiligheidstroepen traangasgranaten afvuurden. De veiligheidstroepen arresteerden dertig of meer demonstranten, waaronder Yara Sallam en haar neef, toen ze water kochten bij een kiosk. Sallams neef, Shebab Fakhry, werd dezelfde nacht vrijgelaten, maar volgens Amnesty International werd Yara Sallam in detentie gehouden nadat veiligheidstroepen ontdekten dat ze werkt bij het Egyptische initiatief voor persoonlijke rechten (EIPR).